# 賀茂忠行
賀茂 忠行（かも の ただゆき）は、平安時代前期から中期にかけての貴族・陰陽家。安倍晴明の師とされる。父は賀茂江人・賀茂峯雄の説がある。官位は従五位下・丹波権介。
陰陽の術に優れ、時の帝から絶対的な信頼を得た。特に覆物の中身を当てる射覆を得意とし、帝の前でそれを披露した事もあった。安倍晴明を見出し、彼に「まるで瓶の水を移すかのように」陰陽道の真髄を教えたという。但馬丞・丹波権介を歴任し、一説には陰陽頭にも昇ったたともいうが、確証はない。

## 実績
忠行は覆物の中身を当てる「射覆」が得意であったといわれ、延喜年間に時の醍醐天皇からこの腕を披露するように命じられた。忠行の目の前には八角形の箱が目の前に出され、これを占った結果は「朱の紐でくくられている水晶の数珠」である事を見事的中させ、「天下に並ぶもの無し」と賞賛されている（今昔物語）。

## 物語に出てくる賀茂忠行
今昔物語集の「安倍晴明忠行に随いて道を習いし語」によれば、ある時忠行が内裏より自邸に帰宅途中、牛車の外にいた供の幼少の安倍晴明に呼び起こされて外を見ると百鬼夜行の一団と遭遇、難を逃れ、それ以降晴明を可愛がったという。
同じく「賀茂忠行、道を子の保憲に伝えし語」では、忠行がある貴人の家にお祓いに行く時、幼いわが子・賀茂保憲が供をするというので連れて行った。無事終わって帰宅途中に保憲が祭壇の前で供え物を食ったり、それで遊んだりしている異形の者を目撃した事を話すと忠行は自分の子のただならぬ能力を予見し保憲に陰陽道を教えたという。

## 陰陽道の歴史における賀茂忠行の存在
陰陽道の歴史において賀茂忠行の存在は、意義が大きい。それまで陰陽寮（陰陽道）の天文道・暦道・陰陽道の三部門はそれぞれ専門家による分業であったが、暦家である賀茂忠行はその職掌を越え、この三つをもすべてを掌握し、陰陽家・賀茂氏を確立した。後にこれが弟子筋の安倍氏との賀茂・安倍二氏による陰陽寮および陰陽道の独占の基礎ともなる。実際、安倍晴明は暦家・賀茂忠行の弟子であるが、天文得業生を経て陰陽師、果ては天文博士に昇進、後には忠行の子・賀茂保憲より天文道宗家を譲られている。
このように賀茂忠行（賀茂朝臣氏）が陰陽道の三部門すべてを統括するにいたった背景にあるものは、寛平6年（894年）に菅原道真による遣唐使の廃止によって陰陽五行説に関わる諸説・諸思想の最新の情報が日本に伝播されなくなったことである。大陸より最新の情報が入らなくなったことにより、既存のもののみ教授・利用しなくてはならなくなった為、ほとんどが陰陽寮成立当初より存在する俗人官僚の子孫のみに履修生を限定し、閉鎖的に人材育成を行うことになる。この為、陰陽寮は賀茂忠行が活躍した時代には人員が少なくなってしまっていた。その影響を受け、陰陽寮内では本来は禁じられていたはずの複数部門の兼務や、本来は補助職・名誉職的要素の強い「権（権天文博士・権暦博士など）」職で対応するという状態が仕方なく行われつつあった。賀茂氏は、世襲となり閉鎖的に教育が行われていた陰陽寮にいわば「新参者」として参入し、陰陽道の根幹である道教の持つ呪術に加えて、当時隆盛を誇っていた密教などの有神論的宗教や呪術信仰を多様に取り入れ、陰陽道を「技術」から「宗教・呪術」中心に機能転換していき、律令下において天皇の権威を証明するのみの「権威的機関」・「慣例行事履行機関」となりつつあった陰陽寮、ひいては陰陽道の新たなる活路を見出すことに成功した。このような実績によって天皇や権力者に絶大な支持を得ることに成功し、人員の少なくなった陰陽寮内でたちまちその頭角を現した。加えて、陰陽寮官人の人材不足による複数部門の兼務、という実態も相まって、才能・地位を認められた賀茂氏は一気に陰陽寮の主要部門をすべて独占することになったといわれている。
賀茂氏の弟子筋である安倍晴明ら天文家・安倍氏も賀茂氏と同様、人材不足が功を奏して早くから陰陽寮内で影響力を獲得することに成功し、また賀茂氏と共に陰陽寮の基本的方針変換を煽動することによって権力を確立していくことになったといわれる。

## 官歴
注記のないものは『朝野群載』による。
- 天暦3年（949年） 正月21日：見正六位上・近江国権少掾[6]
- 天暦6年（952年） 日付不詳：従五位下
- 天徳3年（959年） 2月27日：丹波権介

## 系譜
- 父：賀茂江人[2]、賀茂峯雄[3]
- 母：不詳
- 生母不詳の子女
  - 男子：賀茂保憲（917-977）
  - 男子：賀茂保遠（生没年未詳）- 権陰陽博士、陰陽助、主計助などを歴任。正五位下。
  - 男子：慶滋保胤（933?-1002）-『池亭記』、『日本往生極楽記』、『慶保胤集』の著者。法名・寂心。子に慶滋忠順。
  - 男子：慶滋保章（生没年未詳）- 権少外記、文章博士、能登守などを歴任。子に従四位上慶滋為政、孫に相模 (歌人)。

## 登場作品
映画
- 陰陽師0（2024年） - 演：國村隼

テレビドラマ
- 陰陽師☆安倍晴明〜王都妖奇譚〜（2002年、フジテレビ） - 演：筒井康隆
- 陰陽師（2020年、テレビ朝日） - 演：大出俊

テレビアニメ
- ねこねこ日本史（2018年、NHK） - 声：白井悠介